# Otto Frank
Otto Heinrich Frank (12 de maio de 1889 – 19 de agosto de 1980) foi um empresário alemão. Ele é mais conhecido por ser o pai de Anne Frank e Margot Frank, escondendo-se com elas, sua esposa Edith Frank e outro grupo de pessoas judias no Anexo Secreto, durante a Segunda Guerra Mundial. Quando capturados, foram transportados para Auschwitz, resultando como o único sobrevivente do grupo, publicando o livro feito por sua filha, Diário de Anne Frank (1947), e ainda fundando o museu Casa de Anne Frank. Ele se casou novamente em 1953 com Elfriede Geiringer, uma sobrevivente do Holocausto.